# Шевченко, Василий Григорьевич
Василий Григорьевич Шевченко (род. 1960) — советский и украинский астроном, специалист по фотометрии астероидов, доктор физико-математических наук, профессор кафедры астрономии и космической информатики Харьковского национального университета имени В. Н. Каразина. Лауреат Премии НАН Украины им. акад. Н. П. Барабашова (2012).

## Биография
Родился 15 октября 1960 в селе Новомутин в Сумской области. В 1982 году окончил физический факультет Харьковского государственного университета им. А. М. Горького (нынешний Харьковский национальный университет имени В. Н. Каразина). После университета отслужил 2 года офицером в войсках противовоздушной обороны (1982—1984). С тех пор работает в Харьковской обсерватории: младшим научным сотрудником (1985—1992), аспирантом (1992—1996), научным сотрудником (1996—1998), старшим научным сотрудником (с 1998).
В 1997 году защитил кандидатскую диссертацию «Фотометрия астероидов: фазовые зависимости блеска, фотометрическая модель». В 2017 защитил докторскую диссертацию «Интегральная фотометрия астероидов: наблюдения и численное моделирование».
С 2006 года преподаёт на кафедре астрономии Харьковского университета на должностях доцента (2006—2018) и профессора (с 2018). Ведет курсы «Физика планет», «Практическая астрофизика», «Проблемы современной астрофизики», «Компьютерные технологии». Проводит астрофизическая практику на Чугуевской наблюдательной станции.
Член Международного астрономического союза и Европейского астрономического общества.

## Научные результаты
Основные научные результаты Василия Шевченко касаются исследований фазовой зависимости блеска и оппозиционного эффекта для астероидов. По результатам фотометрических наблюдений он определил фазовые функции для астероидов разных типов, исследовал оппозиционный эффект до чрезвычайно малых фазовых углов (менее 1 градуса), обнаружил некоторые тёмные астероиды без оппозиционного эффекта, а также определил точные альбедо для десятков астероидов.
Шевченко предложил аналитическое выражение для фазовой функции астероидов. Он установил сильную корреляцию между альбедо астероида и наклоном фазовой зависимости, что может быть использовано для определения альбедо.
При участии Василия Шевченко были открыты несколько двойных астероидов и несколько переменных звезд разных типов.

## Награды и звания
- Премии НАН Украины им. акад. Н. П. Барабашова (2012)[1]
- Именем Василия Шевченко назван астероид (17034) Васильшев (Vasylshev). В номинации на наименование астероида отмечено, что Василий Шевченко «является самым продуктивным наблюдателем фазовой зависимости и оппозиционного эффекта для малых планет. Он одним из первых показал, что амплитуда оппозиционного эффекта зависит от таксономического класса»[6].